# ورایزن تجاری
ورایزن تجاری(که قبلاً به عنوان راه حل‌های شرکت ورایزن شناخته می‌شد) یک بخش از ورایزن کامیونیکیشنز مستقر در بسکینگ ریج، نیوجرسی است که خدمات و محصولاتی را برای مشتریان تجاری و دولتی ورایزن ارائه می‌دهد.
در ژانویه ۲۰۰۶ به عنوان ورایزن تجاری تشکیل شد و در ۱ ژانویه ۲۰۱۲ مجدداً به عنوان راه حل‌های شرکت ورایزن راه اندازی شد. ورایزن در ژانویه ۲۰۱۹ به سه واحد سازماندهی مجدد شد که شامل گروه تجاری ورایزن بود.

## بررسی اجمالی
ورایزن تجاری پس از خرید ارتباطات ام سی ای توسط ورایزن در ژانویه ۲۰۰۶ ایجاد شد این بخش در ۱ ژانویه ۲۰۱۲ به راه حل‌های شرکت ورایزن تبدیل شد و در بسکینگ ریج، نیوجرسی مستقر است. راه حل‌های شرکت ورایزن بخشی از ورایزن کامیونیکیشنز است که مشتریان تجاری و دولتی ورایزن را مدیریت می‌کند. شبکه و خدمات این بخش در بیش از ۱۵۰ کشور در دسترس بود و در سال ۲۰۱۳ در ۷۵ کشور کارمند داشت
ورایزن تجاری ۲۰۰ مرکز داده را در ۲۲ کشور اداره می‌کرد و در سال ۲۰۱۳ خدمات ابری، میزبانی و اینترنت را به مشتریان ارائه می‌کرد همچنین مالکیت جزئی در ۸۰ شبکه کابلی زیردریایی در سراسر جهان، از جمله SEA-ME-WE 4، Trans-Pacific Express، و سیستم‌های اروپا ایندیا گیت وی در سال ۲۰۱۱ داشت
جان استراتن از ژانویه ۲۰۱۲ تا آوریل ۲۰۱۴ که کریس فورمانت به عنوان رئیس واحد انتخاب شد، این بخش را رهبری کرد.
ورایزن در ژانویه ۲۰۱۹ به سه واحد مجزا سازماندهی شد. زمانی که این خبر اعلام شد، همچنین اعلام شد که تامی اروین، معاون اجرایی عملیات بی‌سیم، رهبری ورایزن تجاری را بر عهده خواهد داشت.
اروین در ژوئیه ۲۰۲۲ توسط سومیانارایان سمپات به عنوان مدیر عامل ورایزن تجاری جایگزین شد. در مارس ۲۰۲۳، کایل مالدی جایگزین سمپات به عنوان مدیرعامل شد.

## محصولات و خدمات
ورایزن تجاری محصولات بی‌سیم و سیمی را برای شرکت‌ها، مشاغل کوچک و دولت ارائه می‌دهد.

### شبکه‌های
این شرکت خدمات و شبکه‌های آی پی خصوصی، و همچنین خدمات مدیریت شده شبکه گسترده و شبکه محلی، را در میان سایر خدمات شبکه ارائه می‌دهد. ورایزن همچنین یک شبکه آی‌پی جهانی را اداره می‌کند که به ۱۵۰ کشور می‌رسد. در ژانویه ۲۰۱۲، ورایزن سرویس آی‌پی بی‌سیم خصوصی (ال‌تی‌ای) خود را آغاز کرد که فورجی ال‌تی‌ای را با ام‌پی‌ال‌اس آی‌پی وی‌پی‌ان ورایزن ترکیب می‌کند.

### رایانش ابری و مراکز داده
ورایزن تجاری خدمات ابر و مرکز داده را از طریق ۱۱ مرکز داده با قابلیت ابری ارائه می‌دهد. شش مورد از اینها در ایالات متحده هستند، از جمله ان‌ای‌پی قاره آمریکا، نقطه اصلی تبادل اینترنت آن و مرکز هم مکان. ورایزن همچنین تقریباً ۵۰ مرکز داده منطقه ای دارد و دارای نقاط دسترسی به شبکه در ایالات متحده، اروپا و آمریکای لاتین است. ورایزن خدمات هم‌مکانی و مدیریت شده را از طریق این مراکز داده ارائه می‌کند.
در آگوست ۲۰۱۱، ورایزون کلودسوئیچ را خریداری کرد. نرم‌افزار کلودسوئیچ به ورایزن اجازه می‌دهد تا به مشتریان امکان استفاده از برنامه‌های کاربردی موجود خود را با خدمات ابری ارائه دهد.